# Matjaž Brežnik
Matjaž Brežnik, slovenski dirigent, *20. januar 1972, Celje?
Matjaž Brežnik je dirigent Mladinskega simfoničnega orkestra GŠ Celje in Orkestra Akord. Kot gostujoči dirigent je sodeloval z orkestri, kot so Simfonični orkester RTV Slovenija, Orkester Slovenske policije in Big Band RTV Slovenija.